# Focke-Wulf Fw 159
Le Focke-Wulf Fw 159 était un prototype d’avion de chasse monoplace réalisé par l’ingénieur Kurt Tank en 1935 chez Focke-Wulf Flugzeugbau AG. Il ne déboucha pas sur une production en série.